# Juno Temple
Juno Violet Temple (n. 20 iulie 1989) este o actriță britanică, care a jucat în The Other Boleyn Girl, Wild Child, Atonement, Maleficent, The Three Musketeers. și Vinyl. Este câștigătoare a Premiului BAFTA pentru cel mai bun star în ascensiune.

## Filmografie
- Joe, asasin în timpul liber (2011) - Dottie Smith